# 翟李朔天
翟李朔天（1992年7月23日—），中国音乐剧演员、歌手、舞者。毕业于上海戏剧学院音乐剧专业，曾参演《大饭店》、《因味爱，所以爱》等剧目。2018年，以演唱成员身份参加湖南卫视美声综艺节目《声入人心》第一季。

## 早年生活
翟李朔天从小有着较好的嗓门，父母也喜欢唱歌。高中假期，他在父母的建议之下学习声乐。当时他学的是美声、艺术歌曲，对音乐剧并没有任何概念。
2011年，翟李朔天报考中央戏剧学院落榜，于是复读了一年。2012年，他以全国第二的成绩考入上海戏剧学院音乐剧专业，在校四年时间均担任班长职务，最终以第一名的成绩毕业。

## 演艺事业
在上海戏剧学院就读期间，翟李朔天于2014年参演音乐剧《魔都魔都》。毕业后，他开始活跃于音乐剧舞台，演过《大饭店》、《火爆浪子》、《一步登天》、《理发师陶德》等音乐剧。
2016年，翟李朔天出演音乐剧《因味爱，所以爱》，一人分饰四角。同年5月，参演原创律政音乐剧《律·诗-雷经天》；8月，参演美食音乐剧《音乐厨男秀》。除了演音乐剧之外，他还先后参加了优酷视频综艺节目《挑战好声音》和东方卫视综艺节目《笑傲江湖》。
为了摆脱特定角色的束缚，翟李朔天于2017年开始减肥，并成功减掉100斤。同年中旬，与杨琳、年蔓婷、李亚泽领衔主演音乐剧《泰爱你》。在这一年中，他的音乐剧演出场次将近300场。
2018年10月，以男中音演唱成员身份参加湖南卫视美声综艺节目《声入人心》第一季。试唱环节，他通过用国语、吴语相间演唱《得不到的爱情》吸引出品人和全体演唱成员的注意，被同为演唱成员的李文豹评价为“外表鲁智深，心中住着林黛玉”。
2019年1月，先后参与录制《“四海同春”2019全球华侨华人春节大联欢》以及《长江之恋——长江流域十二省市春节联欢晚会》。3月，与钟舜傲、宁梦恬等人参演音乐剧《因味爱，所以爱》公益场。4月，参加音乐剧《深夜食堂》中文版第二轮巡演，饰演老板；同月18日，随MXH36参加“声入人心2019音乐会巡演”；22日，作为嘉宾助阵“2019简弘亦‘亦X不染’巡回演唱会”。5月3日，出席“成都音乐盛典·成都ART音乐节”。6月21日，参加“不说再见”系列演唱会。7月，与方书剑领衔主演音乐剧《梵高》。8月30日，出席2019年国际篮联篮球世界杯开幕式。12月2日，发表个人单曲《你眼里的星光》。
2020年6月，举办“千面之王”个人音乐会。10月，参演李宗盛作品音乐剧《当爱已成往事》。

## 音乐作品
| 发行时间 | 名称 | 语言           | 備註                                   |
| -------- | --- | -------------- | -------------------------------------- |
| 2018年   | 《得不到的爱情》 | 吴语、国语     | 翟李朔天《声入人心》试唱曲目           |
| 2018年   | 《光之心》（&MXH36其余成员） | 国语           | 综艺节目《声入人心》第一季主题曲       |
| 2018年   | 《Happy Heart》（&李向哲） | 英语           |                                        |
| 2018年   | 《Nel blu dipinto di blu》（&余笛、王凯） | 意大利语       |                                        |
| 2018年   | 《欢乐Song》（&余笛、龚子棋） | 国语、西班牙语 |                                        |
| 2018年   | 《The Master's Song》 | 英语           |                                        |
| 2019年   | 《不说再见》（&廖昌永、MXH36其余成员） | 国语           |                                        |
| 2019年   | 《我们的四十年》（&阿云嘎、蔡程昱、仝卓、周深、陆宇鹏、李文豹）                                                                                 | 国语、粤语     |                                        |
| 2019年   | 《向梦想出发》（&蔡程昱、蔡尧、代玮、方书剑、黄子弘凡、高天鹤、高杨、龚子棋、鞠红川、李向哲、刘彬濠、马佳、南枫、仝卓、王凯、星元、余笛、张超） | 国语           | 2019年国际篮联篮球世界杯开幕式表演曲目 |
| 2019年   | 《你眼里的星光》 | 国语           | 首支个人单曲                           |

## 综艺节目
| 年份   | 頻道/平台 | 節目名稱                                   | 備註       |
| ------ | --------- | ------------------------------------------ | ---------- |
| 2016年 | 优酷视频  | 《挑战好声音》                             |            |
| 2016年 | 东方卫视  | 《笑傲江湖》                               | 参赛选手   |
| 2018年 | 湖南卫视  | 《声入人心》                               | 演唱成员   |
| 2018年 | 湖南卫视  | 《天天向上》                               | 20181223期 |
| 2019年 | 湖南卫视  | 《“四海同春”2019全球华侨华人春节大联欢》   |            |
| 2019年 | 东方卫视  | 《长江之恋——长江流域十二省市春节联欢晚会》 |            |
| 2019年 | 湖南卫视  | 《神奇的汉字》                             |            |
| 2019年 | 优酷视频  | 《最爱金曲榜音乐盛典》                     |            |

## 舞台剧

### 音乐剧
| 年份   | 名称                  | 角色                               | 合作演员                 |
| ------ | --------------------- | ---------------------------------- | ------------------------ |
| 2014年 | 《魔都魔都》          | 不適用                             | 不適用                   |
| 不適用 | 《大饭店》            | 不適用                             | 不適用                   |
| 不適用 | 《火爆浪子》          | 不適用                             | 不適用                   |
| 不適用 | 《一步登天》          | 杨大伟                             | 不適用                   |
| 不適用 | 《理发师陶德》        | 不適用                             | 不適用                   |
| 不適用 | 《摩登米莉》          | 不適用                             | 不適用                   |
| 不適用 | 《春之觉醒》          | Otto                               | 不適用                   |
| 不適用 | 《项目X：石头剪刀布》 | 不適用                             | 不適用                   |
| 2016年 | 《因味爱，所以爱》    | 卓叔叔、孙妈妈、经纪人、助理       | 钟舜傲等                 |
| 2016年 | 《音乐厨男秀》        | 卓叔叔、经纪人、马子俊助理、孙妈妈 | 张依诺、严雯、沈羿言等   |
| 2016年 | 《律·诗-雷经天》      | 王勇、韩大哥                       | 傅震华、朱梓溶、冒海飞等 |
| 2017年 | 《泰爱你》            | Lucky                              | 杨琳、年蔓婷、李亚泽等   |
| 2019年 | 《深夜食堂》          | 老板                               | 夏振凯、倪野、蔡璐等     |
| 2019年 | 《梵高》              | 文森特·梵高                        | 方书剑、钟舜傲等         |

### 小品
| 年份   | 名称                                  | 角色       | 合作演员 |
| ------ | ------------------------------------- | ---------- | -------- |
| 2016年 | 《到点吃药》 （《笑傲江湖》竞演作品） | 医生、演员 | 廖旭阳等 |